# أولاد بن عبد القادر
أولاد بن عبد القادر مدينة و بلدية تابعة إقليميا إلى دائرة أولاد بن عبد القادر ولاية الشلف الجزائرية.

## الموقع
تقع  بلدية أولاد بن عبد القادر في الجنوب الغربي لولاية الشلف، و يحدها:
- من الشمال: واد سلي.
- من الجنوب: ولاية تسمسيلت.
- من الشرق: سنجاس و الشلف.
- من الغرب: بوقادير، بلدية سوق الحد و بلدية الرمكة بولاية غليزان.

ومن بين الجمعيات الناشطة على مستوى البلدية نجد:
- جمعية الإرشاد والإصلاح.
- فوج العقيد عميروش لقدماء الكشافة .
- الاتحاد الوطني للشبيبة الجزائرية.
- الهلال الأحمر الجزائري.
- الشباب الرياضي لبلدية أولاد بن عبد القادر
- جمعية العلماء المسلمين الجزائريين
- جمعية ذوي الاحتياجات الخاصة

## وصلات أخرى

### وصلات داخلية
- دائرة أولاد بن عبد القادر

### وصلات خارجية
1. ↑  إحصاء سكان ولاية الشلف نسخة محفوظة 30 نوفمبر 2016 على موقع واي باك مشين.